# Oxathres
Oxathres is een kevergeslacht uit de familie van de boktorren (Cerambycidae). De wetenschappelijke naam van het geslacht werd voor het eerst geldig gepubliceerd in 1864 door Bates.

## Soorten
Oxathres omvat de volgende soorten:
- Oxathres boliviana Monné & Tavakilian, 2011
- Oxathres decorata Monné, 1990
- Oxathres erotyloides Bates, 1864
- Oxathres griseostriata Monné M. A. & Monné M. L., 2012
- Oxathres guyanensis Monné & Tavakilian, 2011
- Oxathres implicatus Melzer, 1926
- Oxathres lewisi Audureau, 2013
- Oxathres maculosa Monné & Tavakilian, 2011
- Oxathres muscosus Bates, 1864
- Oxathres navicula Bates, 1864
- Oxathres ornata Monné, 1976
- Oxathres proxima Monné, 1976
- Oxathres quadrimaculata Monné, 1976
- Oxathres scriptus Lacordaire, 1872
- Oxathres simillima Monné M. A. & Monné M. L., 2012
- Oxathres sparsus Melzer, 1927